# 小野ホールディングス
小野ホールディングス株式会社（おのホールディングス）は東京都港区に本社を置いていた日本の企業。純粋持株会社で、小野グループの中核企業であった。

## 概要
12社の企業で構成されていた小野グループの中核企業で、本店は東京都に存在するが、実際のグループ本部は福井県福井市にある。
大部分はM&Aによる企業買収を行い企業再生を要請された企業が多いため、業績の良い企業と悪い企業を抱えていた。設立は日本BBSが設立された1963年。当時としては初の外資メーカー扱いとされている。代表は小野光太郎、副代表は長男の小野稔。グループスローガンは「信用とオリジナリティを追求する企業集団」。
1994年2月に長崎屋よりサンクスアンドアソシエイツ（ファミリーマートになった上で解散）を買い取り、持株の50%を保有していたが、1998年10月にユニーに売却している。短期間に売却したのは、当時の橘高隆哉社長のコンビニエンスストアの大手の寡占化による危機感とも、第一勧業銀行（現・みずほ銀行）の意向があったともいわれている（2002年の財政金融委員会での発言）。
2012年10月26日、大口債権者の福井銀行によりワシ興産、ワシマイヤー、アサヒオプティカルの中核3社について東京地方裁判所に会社更生手続開始の申立てが行なわれた。2013年1月25日には小野ホールディングス本体も会社更生手続開始決定を受けた。
ワシ興産とワシマイヤーについては前田工繊が、アサヒオプティカルについてはきずなキャピタルパートナーズ（三菱商事の完全子会社）系のファンドMC Creat Investment Limitedと中国のレンズメーカー・上海康耐特光学股份有限公司が、それぞれスポンサーとして選定され、2013年9月30日に3社の更生計画が認可。同年11月、小野ホールディングスの保有株式は100％減資され、3社は第三者割当増資により、それぞれ前田工繊またはAsahi Lite Holdings Limitedの完全子会社となった。
小野ホールディングスについても2013年9月30日に更生計画が認可。今後は清算されることとなる。

## 2012年時点のグループ企業
- ワシ興産（アルミ鍛造・軽合金熱処理・不動産業・メッキ）
- ワシマイヤー（糸巻ビーム製造・アルミホイールBBSの日本における製造会社）
  - 日本BBS（アルミホイールBBSの販売会社、ワシマイヤーの子会社）
- 浜口通販（衣料品・雑貨品などの通信販売業）
- アサヒオプティカル（プラスティック製品製造）
- カールツァイス小野
- 壽工業（建築用資材・厨房器具資材（不燃ボード）製造販売）
- ドイツBBS（2011年12月31日付で買収[13]。アルミホイールBBSの世界本社）

など

## 過去のグループ企業
- サンクスアンドアソシエイツ - 1994〜1998年の間の子会社。
- ニツセキハウス工業 - 住宅メーカー。2002年10月に倒産し、セレコーポレーションに譲渡。
- サンレジャー - レンタルビデオ店の経営。元長崎屋グループ。2005年にTSUTAYAのフランチャイジーに転ずる。現・Vidaway。
- ローヤル電機 - 2012年10月にグループを離脱[14]。